# Alejandro Wiebe
Alejandro Wiebe, becenevén Marley (Buenos Aires, 1970. június 1. –) argentin televíziós műsorvezető, jelenleg a Telefé nevű argentin tévécsatornánál dolgozik.

## Műsorai

### Műsorai a Telefén
- Odisea – Aventura Argentina („Odüsszeia – Argentin kalandok”, vetélkedőműsor)
- El Show de la Tarde („Esti show”, show-műsor)
- Operación Triunfo („Győzelem-hadművelet”, valóságshowszerű tehetségkutató műsor)
- Por el Mundo („A világért”)
- Especiales de Telefé („A Telefé különlegességei”)

### Korábbi műsora a Canal 13-on
- Teleshow